# شکار کمینی

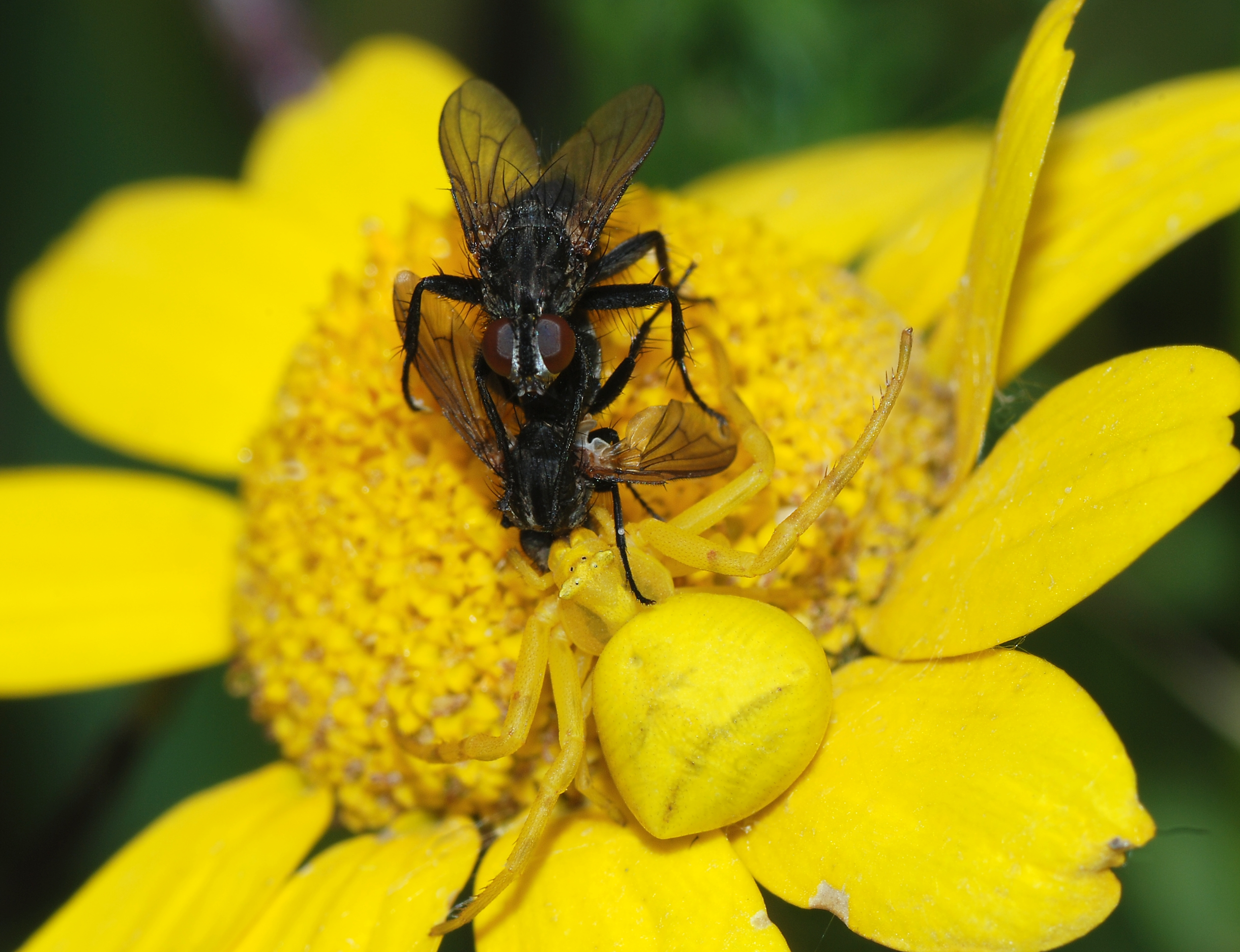
عنکبوت خرچنگی طلایی ماده (Misumena vatia) در حال کمین به ماده یک جفت مگس در حال جفت‌گیری

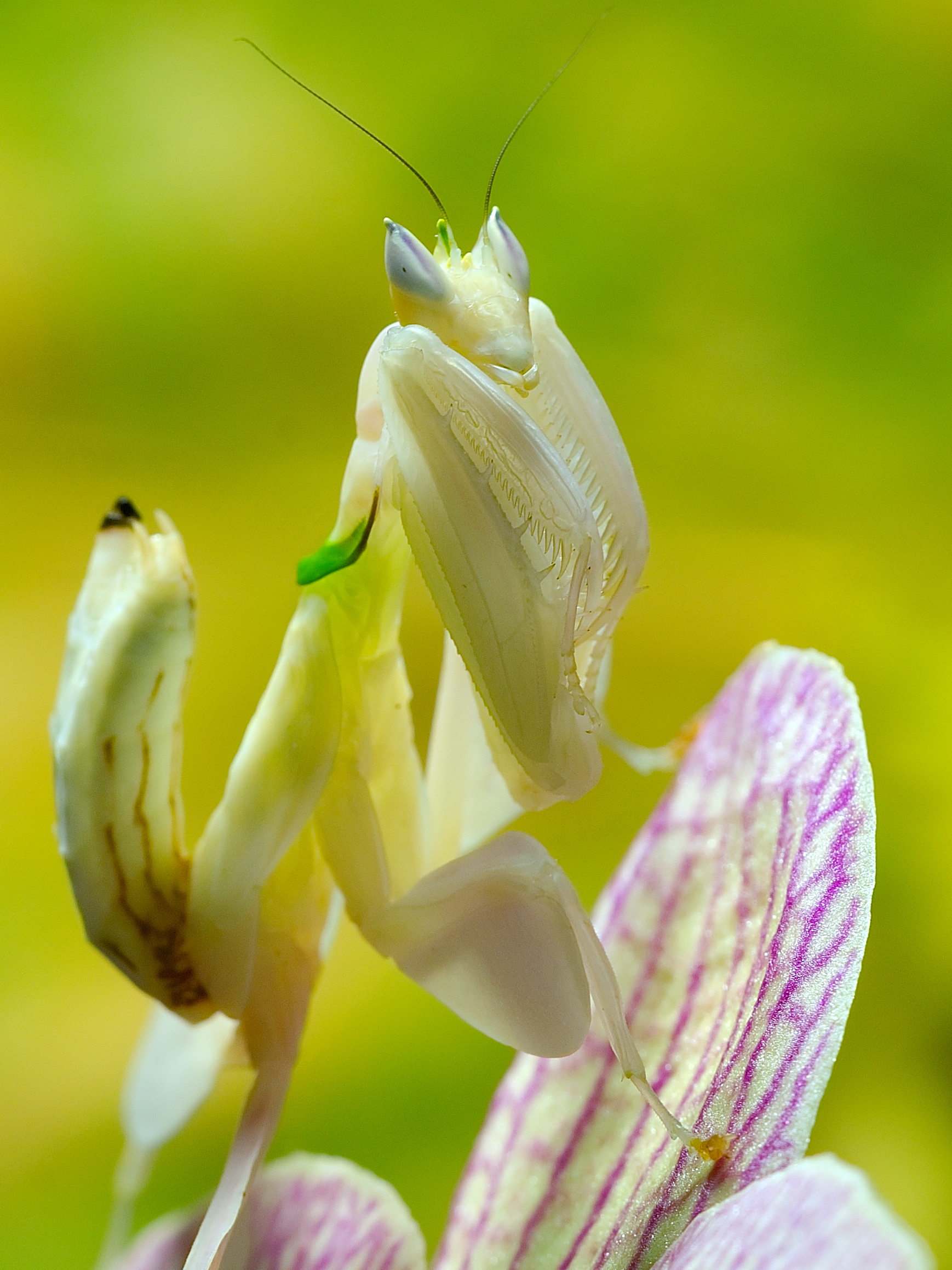
آخوندک ارکیده، Hymenopus coronatus، از ارکیده جنگل‌های بارانی جنوب شرق آسیا تقلید می‌کند تا طعمه خود، یعنی حشرات گرده‌افشان را فریب دهد.

شکار کمینی یا شکار غافلگیرانه (به انگلیسی: Ambush predation) یا شکار نشستن و انتظار (sit-and-wait predation)، به رفتار شکار در جانوران گوشت‌خواری گفته می‌شود که طعمه را با پنهان‌شدن، اغوا کردن یا راهبردهای (معمولاً غریزی) استفاده از عنصر غافلگیری می‌گیرند یا به دام می‌اندازند. برخلاف شکارگران تعقیبی که برای گرفتن طعمه با استفاده از سرعت یا استقامت زیاد تعقیب می‌کنند، شکارگران کمینی با پنهان ماندن، از خستگی جلوگیری می‌کنند و پیش از شروع یک حمله ناگهانی، صبورانه منتظر نزدیک شدن طعمه می‌شوند و ناگهان و باشتاب شکار را ناتوان کرده و شکار می‌کند.

زبان آفتاب‌پرست به‌طور پرتابی به غذا ضربه می‌زند

کمین (ambush) اغلب فرصت‌طلبانه است و ممکن است با پنهان شدن در یک لانه، استتار، تقلید تهاجمی، یا با استفاده از یک تله (مثلاً یک تار) تنظیم شود. سپس شکارچی از ترکیبی از حواس برای تشخیص و ارزیابی طعمه و زمان‌بندی حمله استفاده می‌کند. شکارچیان کمین شبانه مانند گربه‌ها و مارها، مردمک‌هایی با شکاف عمودی دارند که به آنها کمک می‌کند در نوری با فاصله کم تا طعمه را قضاوت کنند. شکارچیان مختلف در کمین از ابزارهای مختلفی برای شکار طعمه خود استفاده می‌کنند، از زبان چسبناک بلند آفتاب‌پرست گرفته تا دهان گشاد در قورباغه‌ماهی‌ها.
شکار کمینی یا شکار غافلگیرانه به‌طور گسترده‌ای در قلمرو جانوران پراکنده شده‌است و برخی از اعضای گروه‌های متعددی مانند ستاره دریایی، سرپایان، سخت‌پوستان، عنکبوت‌ها، حشرات مانند آخوندک‌ها و مهره‌داران مانند بسیاری از مارها و ماهی‌ها را در بر می‌گیرد.

## جستارهای بیشتر
- شکار تعقیبی